# 21. Feldartillerie-Brigade (Deutsches Kaiserreich)
Die 21. Feldartillerie-Brigade war ein Großverband der Preußischen Armee.

## Geschichte
Die 21. Feldartillerie-Brigade wurde zum 1. Oktober 1899 in Frankfurt am Main aufgestellt und am 16. Februar 1917 zum Artillerie-Kommandeur 20 umfunktioniert, dem damit die taktische Führung der gesamten Feld- und schweren Artillerie oblag.
Sie war Teil der 21. Division, die dem XVIII. Armee-Korps in Frankfurt/Main zugeordnet war. 

### Gliederung
- 1899 bis 1914

1. Nassauisches Feldartillerie-Regiment Nr.27 Oranien und 2. Nassauisches Feldartillerie-Regiment Nr.63 Frankfurt
- Kriegsgliederung bei Mobilmachung 1914

Wie vor 
- Kriegsgliederung am 28. April 1918

Artilleriekommandeur 20:
1. Nassauisches Feld-Artillerie-Regiment Nr.27 Oranien

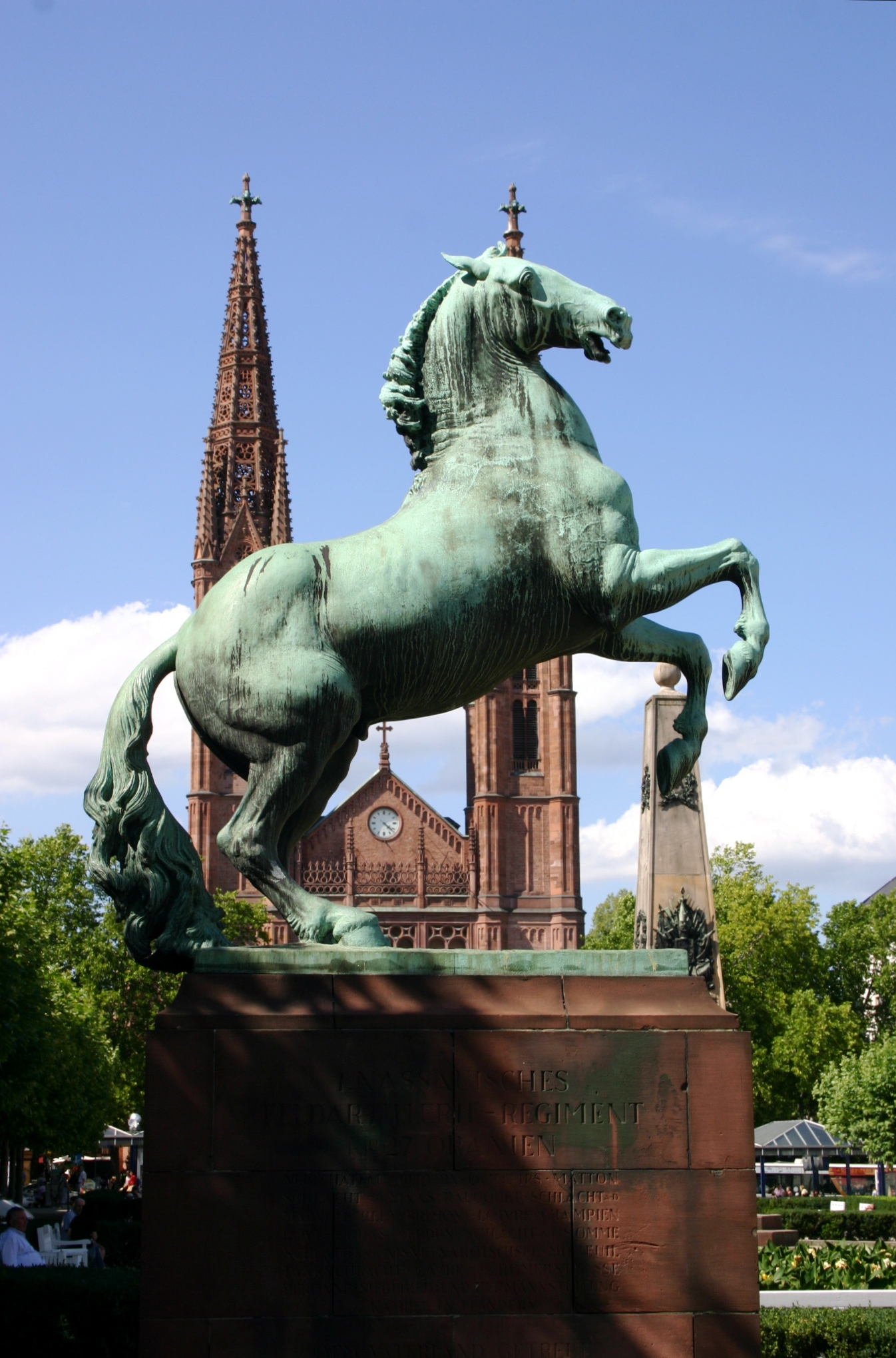
Denkmal des Feldartillerie-Regiments Oranien (1. Nassauisches) Nr. 27 in Wiesbaden

### Erster Weltkrieg
Mit Kriegsbeginn wurde die Brigade im Verband der 21. Division ausschließlich an der Westfront eingesetzt. 
Zu den Kampfhandlungen, Gefechten und Schlachten siehe Kampfgeschehen der 21. Division.

### Brigadekommandeure
| Name                             | Datum                                     |
| -------------------------------- | ----------------------------------------- |
| Karl Nirrnheim                   | 1. Oktober 1899 bis 2. Juli 1902          |
| Philipp Schneider                | 3. Juli 1902 bis 14. Dezember 1904        |
| Hermann von Pelzer               | 15. Dezember 1904 bis 19. April 1909      |
| Paul Dreßler                     | 20. April 1909 bis 17. April 1913         |
| Walter Scherbening               | 18. April 1913 bis 6. September 1914      |
| Wilhelm von Groddeck             | 7. September 1914 bis 14. September 1914  |
| Theodor Joseph Karl Ernst Körner | 15. September 1914 bis 16. September 1914 |
| Otto Havenstein                  | 17. September 1914 bis 15. November 1916  |
| Georg von Heimburg               | 16. November 1916 bis 31. Mai 1917        |
| Kurt von Griesheim               | 1. Juni 1917 bis Kriegsende               |
| Hermann Rumschöttel              | 12. Januar 1919 (Demobilisierung)         |